# Szambiai-félsziget
A Szambiai-félsziget (oroszul: Самбийский полуостров – Szambijszkij poluosztrov) vagy Szambia / Samland / Szamföld (oroszul: Земландский полуостров – Zemlandszkij poluosztrov, németül Samland), oroszul hivatalosan Kalinyingrádi-félsziget (oroszul Калининградский полуостров – Kalinyingrádszkij poluosztrov) félsziget Oroszország Kalinyingrádi területén, a Balti-tenger délkeleti partján. A félszigetet a északkeleten Kur-lagúna, délnyugaton a Visztula-lagúna, délen a Prégel és keleten a Dejma folyók határolják. A félsziget Samland néven 1945 előtt Kelet-Poroszország egy fontos földrajzi és történelmi régióját képezte. A félszigeten fekszik a az orosz exklávé székhelye, Kalinyingrád, azaz az 1945 előtti kelet-poroszországi főváros, Königsberg.

## Nevei
A félsziget, illetve az azzal azonos területen elhelyezkedő történelmi régió a Ó-Poroszország őslakosságát adó egykori balti porosz nép egyik helyi törzséről, a szambiaiakról kapta a nevét. A latin és újlatin nyelveken Sambia, a német és más germán nyelveken Samland néven számontartott félsziget mai hivatalos orosz neve Kalinyingrádi-félsziget (oroszul Калининградский полуостров – Kalinyingrádszkij poluosztrov). Egyes nyelvek terminológiái különbséget tesznek a földrajzi egység (Szambiai félsziget) és a történelmi régió (Szambia) között. 
| nyelv                             | félsziget neve | történelmi régió neve |
| --------------------------------- | --- | --------------------- |
| angol                             | Sambian peninsula | Sambia                |
| francia                           | Sambie | Sambie                |
| latin                             | Sambia | Sambia                |
| lengyel                           | Półwysep Sambijski | Sambia                |
| lett                              | Sembas pussala Sambijas pussala Kaļiņingradas pussala, | Semba Sambija         |
| litván                            | Sembos pusiasalis | Semba                 |
| német, holland, skandináv nyelvek | Samland | Samland               |
| orosz                             | Калинингра́дский полуо́стров (Kalinyingrádszkij poluosztrov) Земландский полуо́стров (Zemlandszkij poluosztrov) Самбийский полуо́стров (Szambijszkij poluosztrov) | Са́мбия (Szambija)     |

## Fekvése

A félsziget egy német nyelvű térképen

A Balti-tenger délkeleti sarkába benyúló, körülbelül 75 × 30 km nagyságú félszigetet északkeleten az édesvízű Kur-öböl (németül Kurisches Haff; oroszul Куршский залив – Kuršszkij zaliv), délnyugaton a szintén édesvízű Friss-öböl / Visztula-lagúna (németül Frisches Haff; oroszul Калининградский залив – Kalinyingradskíj zaliv; lengyelül Zalew Wiślany), délen a Prégel (németül Pregel, oroszul Прего́ля – Prególja; litvánul Prieglius) és keleten a Dejma (oroszul Дейма, németül Deime), folyók határolják. A félsziget keleti fele teljesen lapos, nyugati része dombos, legmagasabb pontja a Kalinyingrádtól 20 km-re északnyugatra található Galtgarben (oroszul Гальтгарбен) 111 méteres csúcsa. A félsziget nagyrésze szántóföldekké alakított síkságokkal, kisebb részben erdőségekkel takart.

A félsziget egy orosz nyelvű térképen

A félsziget északi és nyugati partjait főként sziklafalak, déli partját finomhomokú dűnék alkotják, a nyugati, Borostyán-part (oroszul Янтарный берег – Jantarnyij bereg, németül Bernsteinküste) néven ismert szakasz, különösen Jantarnyij városkája (oroszul Янта́рный, németül Palmnicken) a világ legnagyobb borostánykő-lelőhelyének otthona. A félsziget északi partjának kb. közepén kezdődik a 98 km hosszú, Litvániába átnyúló Kurföldi-túrzás, melyet 2000-ben vették fel az UNESCO Világörökségi listájára. A félsziget délnyugati szegletéből indul ki a Friss-túrzás (németül Frische Nährung, lengyelül Mierzeja Wiślana, oroszul Балтийская коса Baltijszkaja Kosza). A félsziget déli határát alkotó Prégel folyó Kalinyingrádtól pár km-re nyugatra éri el a Friss-öblöt, valamint a Baltijszki-csatornán (korábban Pillaui-csatorna, németül Pillauer Tief, oroszul Балтийский пролив – Baltijszkij proliv) át a Gdański (Danzigi)-öblöt, illetve a Balti-tengert.

## Szambia, mint történelmi régió

### Történelme

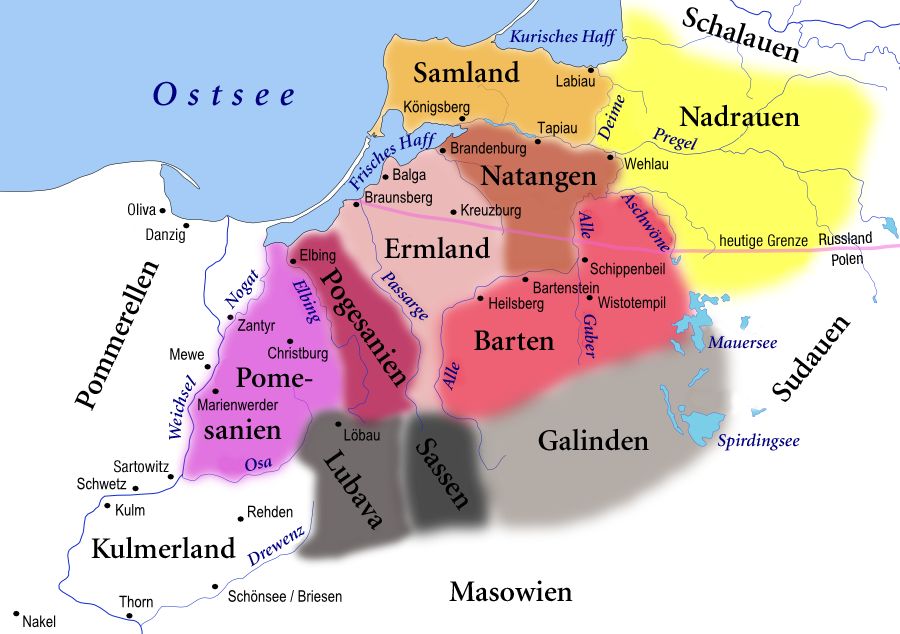
Óporosz tájegységek és törzsi területek a 13. században. Szambia (Samland) narancssárgával jelölve

A „borostyán földjének” nevezett félsziget első említése Hérodotosz ókori görög történész és földrajzkutató írásaiban található meg, a Kr.e. 5. századból. A területen már az ókor folyamán balti porosz törzsek telepednek le, Tacitus Germania című művében említést tesz egy Aesti nevű, a Visztula-delta vidékén élő gótok keleti szomszédjaiként élő balti népről. A Kalinyingrádi terület a Német Régészeti Intézet feltárt régészeti leletei egy tizedik századi viking letelepedési hullámról is tanúskodnak.
A középkorban, a pogány porosz őslakosság megtérítésére a 13. század folyamán a Német Lovagrend által folytatott keresztesháború idején modenai Vilmos pápai legátus 1243-nan megszervezi a terület egyházi beosztását, mely során megalakult a frauenburgi központú Varmiai érsekség (németül Fürstbistum Ermland, latinul Archidioecesis Varmiensis, lengyelül Archidiecezja warmińska), valamint a hozzátartozó Pomezánia (németül Bistum Pomesanien, lengyelül Diecezja pomezańska), Szambia (németül Bistum Samland) és Kulm (németül Bistum Kulm, lengyelül Diecezja chełmińska) püspökségei. A szambiai püspökség székhelye Fischhausenben (ma Primorszk) volt.
A Német Lovagrend 1239-ben elfoglalta a Heiligenbeil (ma Мамоново – Manonovo) városka mellett fekvő Balga várát, melyből kiindulva rövid időn belül Szambia egész területére kiterjesztette uralmát. A német lovagrendi államon belül Königsberg, Labiau (ma Полесск – Polesszk) és Tapiau (ma Гвардейск – Gvardjejszk) városok alkották uralmuk legfőbb alapjait, míg a félsziget vidéki területei az óporosz őslakosság egyik utolsó bástyájának számítottak. A későbbi évszázadok folyamán egészen 1946-ig a régió a Porosz Hercegség, a Porosz Királyság, majd Németország Kelet-Poroszország tartományának szerves részét képezte. A 19. század óta Szambia turisztikai régióvá fejlődött, különösen Cranz (Zelenogradszk) és Rauschen (Szvetlogorszk) tengerparti üdülőhelyei tettek szert ismertségre. 

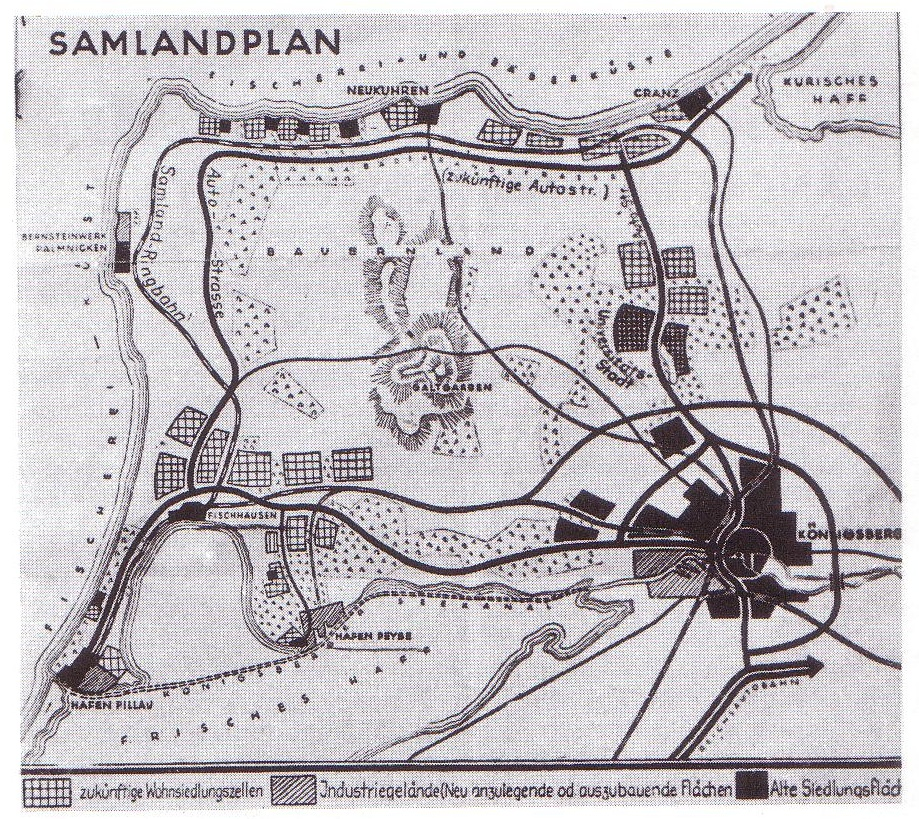
Samlandplan, 1939

A Harmadik Birodalom időszakában nagyszabású tervek születtek mind a kelet-poroszországi főváros Königsberg, mind pedig Szambia fejlesztésére. A Samlandplan nevű projekt tervbe vette egy Königsbergtől északra fekvő egyetemi város építését, Szambia tengerparti üdülővárosainak kiépítését, illetve új kikötők és csatornák létesítését. A régiót addig alkotó Fischhausen és Königsberg körzeteket 1939-ben Samland néven egyesítették.
A II. világháborúban hadszíntérré vált a régió: a bombázások és a szovjet offenzíva következtében Königsberg és Pillau szinte teljesen elpusztultak, a lakosság nagyrészét a Wehrmacht 1944/1945 telén nyugatra evakuálta. A szovjet bevonulás után a megmaradt németajkú lakosságot 1947-ig elűzték, helyükre a Szovjetunió más részeiről főleg oroszajkúakat telepítettek be. A Potsdami konferencia értelmében a Szovjetunióhoz került Kelet-Poroszország északi felének más településeihez hasonlóan Szambia városai és falvai is kivétel nélkül az eredeti porosz/német nevekre utalást nem tevő új orosz nyelvű, sok esetben szovjet szellemiségű neveket kaptak.

## Fontosabb települések
| mai orosz név              | 1946 előtti német név | lakosságszám (2010) | megjegyzés |
| -------------------------- | --------------------- | ------------------- | --- |
| Kalinyingrád Калининград   | Königsberg            | 431.902             | A Kalinyingrádi terület mai, Kelet-Poroszország egykori 1225-ös alapításű fővárosa                                                                          |
| Baltijszk Балтийск         | Pillau                | 32.697              | Kalinyingrád előkikötője |
| Szvjetlij Све́тлый          | Zimmerbude            | 21.375              | 1640-ben alapított, Kalinyingrád és Baltijszk között fekvő egykori porosz halászfalu, 1955 óta város.                                                       |
| Gvardjejszk Гвардейск      | Tapiau                | 13,899              | A Prégel partján 1264-ben Tapiau néven alapított poroszországi város. A II. világháborúban csak kis károkat szenvedett település 1946 óta viseli mai nevét. |
| Zelenográdszk Зеленоградск | Cranz                 | 13,026              | A Kur-földnyelv kezdeténél fekvő porosz halászfalu, a 19. sz. végétől 1945-ig mondén tengerparti nyaralóhely                                                |
| Szvetlogorszk Светлогорск  | Rauschen              | 10.772              | Porosz halászfalu, a német és a szovjet időkben is kedvelt tengerparti üdülőhely.                                                                           |

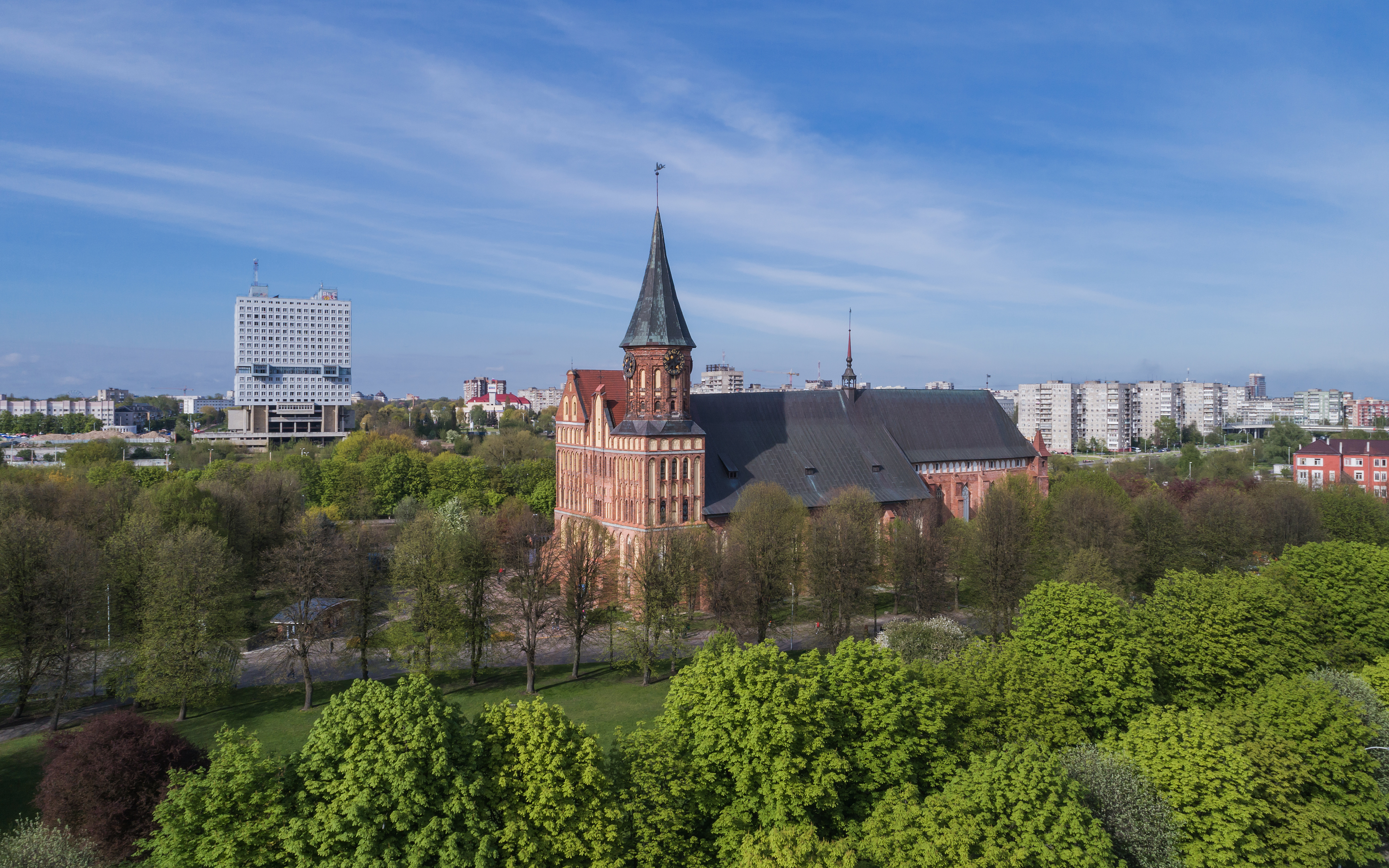
Kalinyingrád
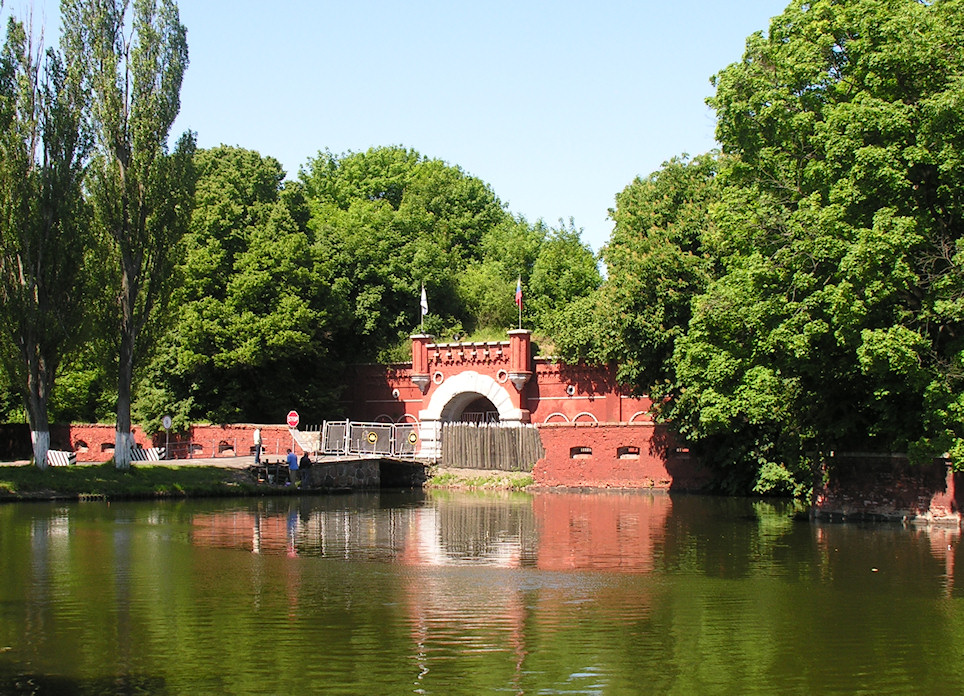
Baltijszk
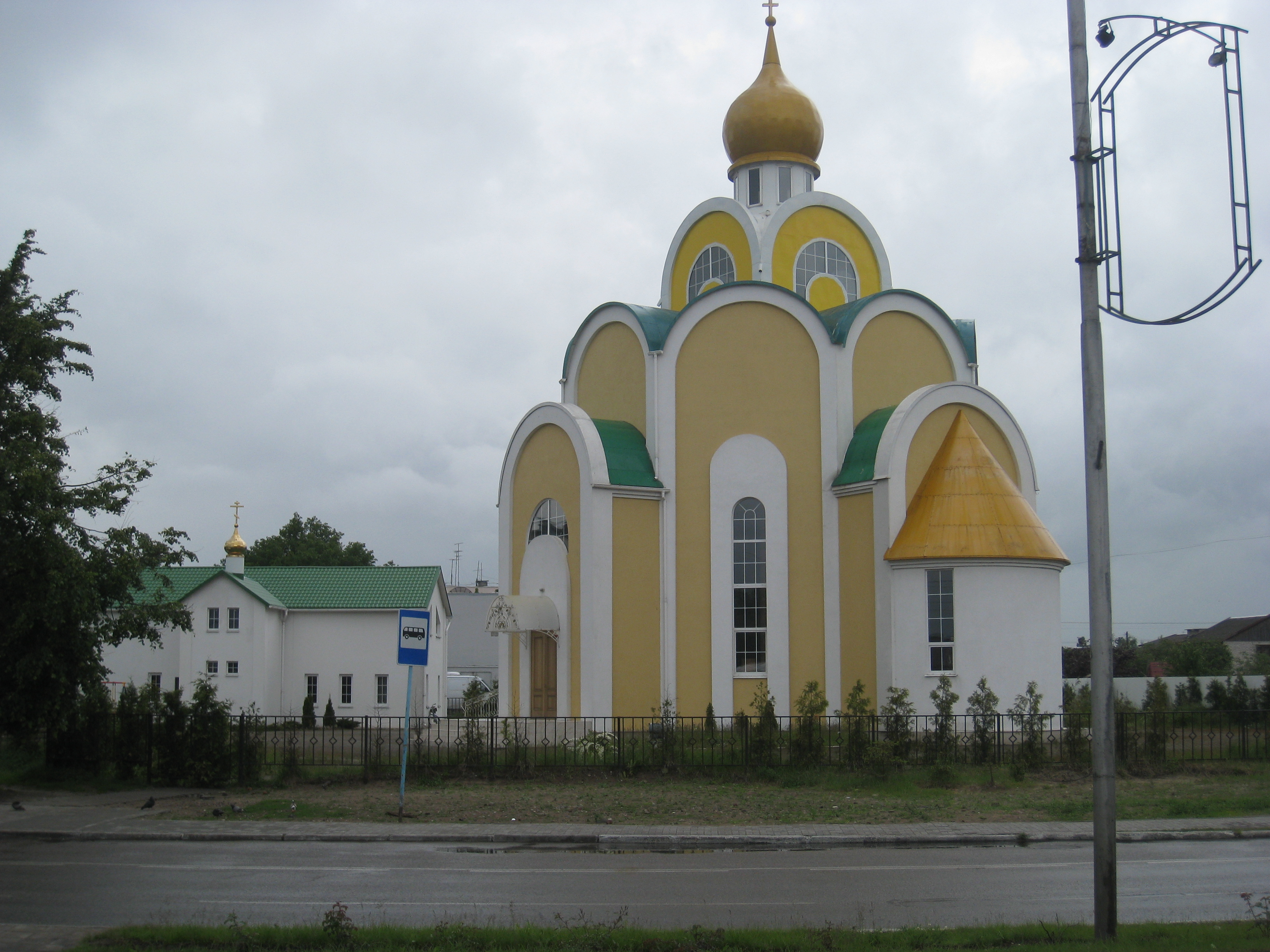
Szvjetlij
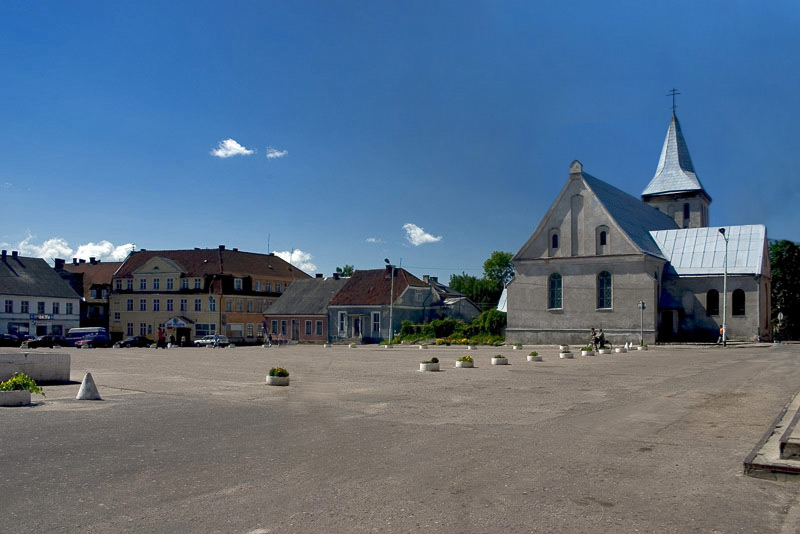
Gvardjejszk
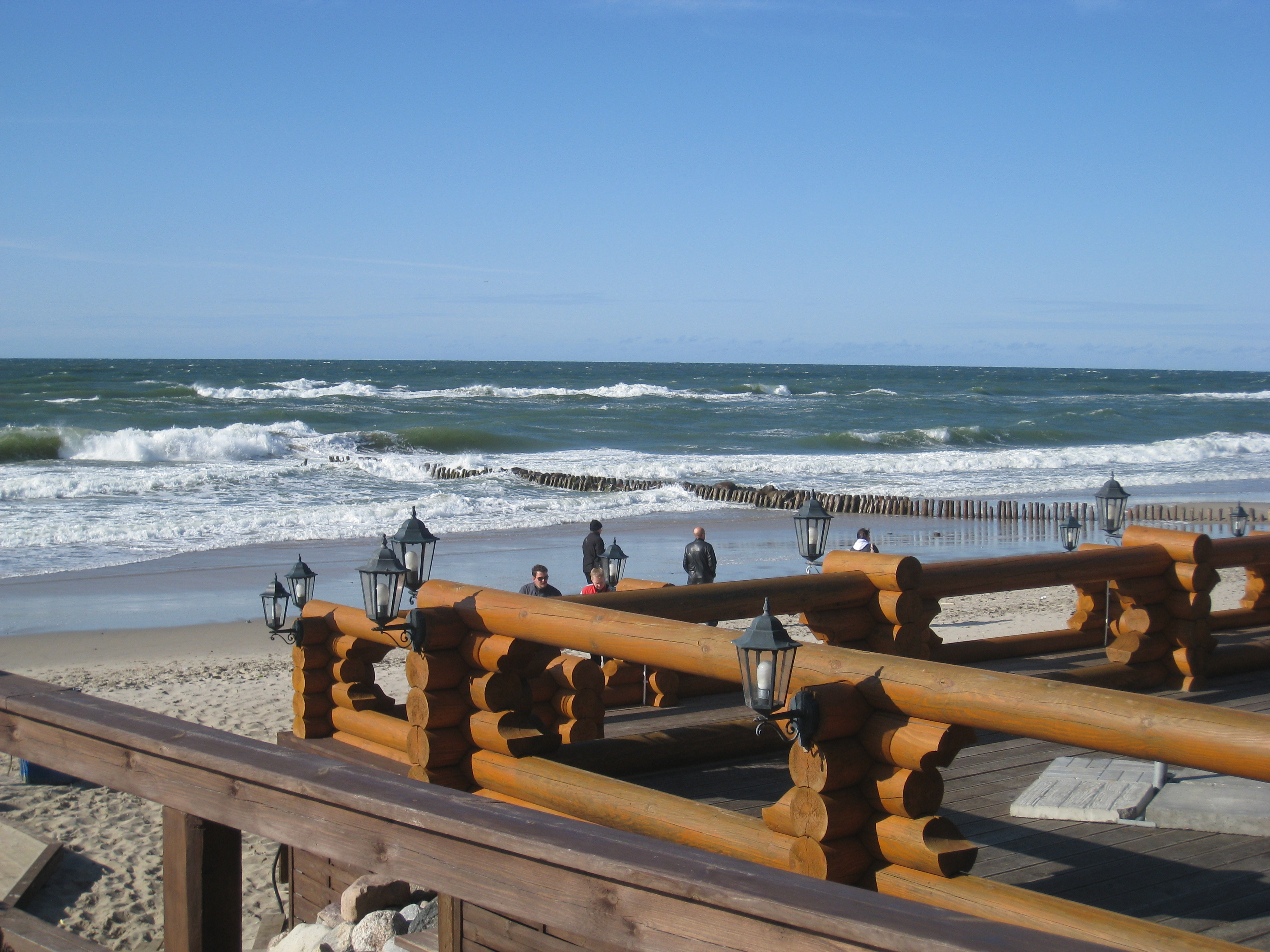
Zelenogradszk
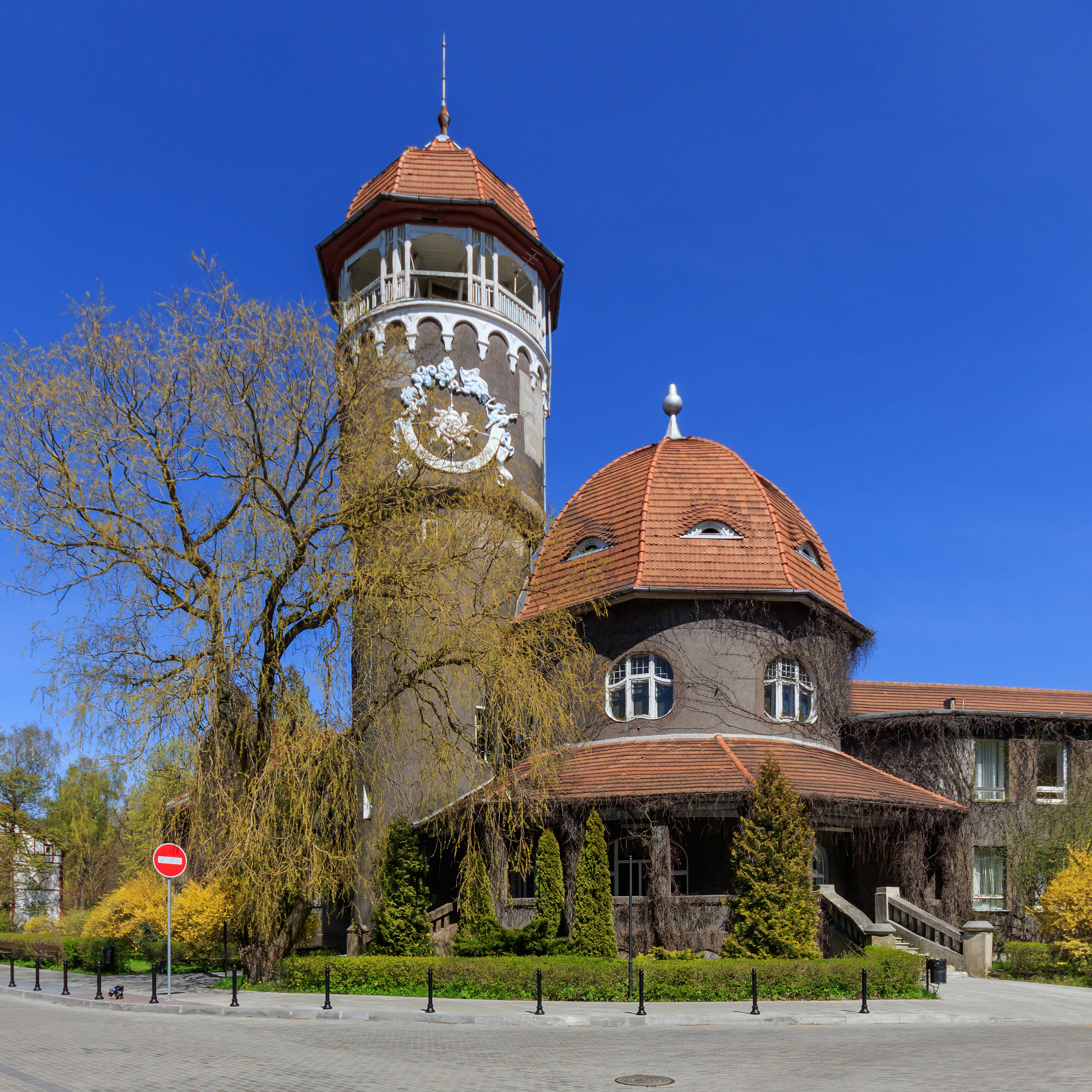
Szvetlogorszk